# Tor Brevik
Tor Brevik (Steinkjer, 27 giugno 1955) è un ex calciatore norvegese, di ruolo difensore.

## Carriera

### Club
Brevik giocò per lo Steinkjer, prima di passare al Vålerengen. Con questa maglia, vinse una Norgesmesterskapet (1980) e tre campionati (1981, 1983 e 1984). Successivamente giocò nell'Abildsø e nel Lyn Oslo, per cui disputò 36 partite con 2 reti all'attivo dal 1986 al 1988.

### Nazionale
Conta 11 presenze per la Norvegia. Esordì il 16 maggio 1979, quando fu titolare nel pareggio per 0-0 contro l'Irlanda.

## Palmarès

### Club

#### Competizioni nazionali
- Coppa di Norvegia: 1

Vålerengen: 1980
- Campionato norvegese: 3

Vålerengen: 1981, 1983, 1984